# Филин, Сергей Юрьевич
Серге́й Ю́рьевич Фи́лин (род. 27 октября 1970, Москва) — российский артист балета, солист Большого театра в 1988—2008 годах, художественный руководитель балетной труппы театра Московского музыкального театра им. К. С. Станиславского и В. И. Немировича-Данченко в 2008—2011 годах, с марта 2011 по март 2016 года — художественный руководитель балетной труппы Большого театра. Лауреат премии «Бенуа танца» (1994), народный артист России (2001).

## Биография
Родился в семье, не имевшей отношения ни к балету, ни к искусству в целом. В семь лет начал занятия танцами в ансамбле песни и танца им. Локтева. Снялся в фильме «Солнце в авоське», вышедшем на экраны в 1979 году. В десять лет поступил в Московское хореографическое училище, после его окончания в 1988 году был принят в балетную труппу Большого театра.

### Танцовщик
Свои первые большие спектакли — «Лебединое озеро», «Жизель», «Баядерка» Филин танцевал с Галиной Степаненко.
15 декабря 1993 г. Сергей Филин впервые исполнил партию принца Дезире в балете «Спящая красавица». Его партнёршей была Надежда Павлова.
В 1994 г. в Большом театре состоялась премьера балета «Сильфида» (А. Бурнонвиль, Э.-М. фон Розен), на московской сцене спектакль ставил Олег Виноградов. На премьере партию Джеймса танцевал Сергей Филин, Сильфиду — Надежда Грачева.
В 1994 году получил приз «Бенуа де ля данс» за партию принца Дезире в балете «Спящая красавица».
В 1995 г. итальянский журнал «La Danza» объявил Филина «лучшим танцовщиком года».
В 1996 году был удостоен почётного звания Заслуженный артист России.
В январе 1997 г. Филин принимал участие в гастролях Новосибирского государственного академического театра оперы и балета в Португалии (Лиссабон, Театр «Coliseu de Lisboa»). Был показан балет «Спящая красавица», в котором Филин исполнил партию принца Дезире.
В 1997 г. продюсерская фирма «Постмодерн-театр» показала премьеру балета Алексея Ратманского «Прелести маньеризма». Сольные партии исполнили Нина Ананиашвили, Татьяна Терехова из Мариинского театра, Алексей Фадеечев и Сергей Филин. 16 сентября 1997 г. «Прелести маньеризма» с тем же составом были показаны на сцене Александринского театра в Петербурге. В том же году Филин в составе группы артистов Большого театра гастролировал в Турции.
С 14 сентября по 23 октября 1997 г. балетная труппа Большого театра гастролировала в Японии. В Токио, Осаке, Нагойе, Йокогаме и других городах были показаны «Жизель», «Ромео и Джульетта», два варианта «Лебединого озера» (версии Ю. Григоровича и В. Васильева) и концертные программы. Филин участвовал в гастролях.
8 декабря 1997 г. в Большом театре состоялась премьера программы «Новогодние премьеры». В программу вошёл одноактный балет А. Ратманского «Каприччио» на музыку И. Стравинского. В главных партиях выступили Анастасия Яценко и Сергей Филин.
25 декабря 1997 г. в Большом театре состоялась премьера новой версии балета «Жизель» в редакции Владимира Васильева. Главные роли исполняли Нина Ананиашвили (Жизель), Сергей Филин (Альберт), Анна Антоничева (Мирта). Спектакль транслировался по телеканалу «Культура».
7 и 9 января 1998 г. в Большом театре прошла премьера новой программы — «Видение розы» Михаила Фокина, «Моцартиана» («Mozartiana») Джорджа Баланчина, поставленная Сьюзан Фаррел, и «Сны о Японии» в постановке Алексея Ратманского. Сольные партии в «Моцартиане» танцевали Нина Ананиашвили, Сергей Филин и Дмитрий Белоголовцев. В «Снах о Японии» солировали Нина Ананиашвили, Инна Петрова, Андрей Уваров, Сергей Филин, Алексей Фадеечев, Дмитрий Гуданов, а также Татьяна Терехова из Мариинского театра.
В феврале 1998 г., во время обменных гастролей Большого и Мариинского театров, Филин станцевал в Петербурге Альберта в «Жизели» (с Ниной Ананиашвили) и сольную партию в «Снах о Японии».
С 23 марта по 28 апреля 1998 г. группа артистов Большого театра гастролировала в городах США. В программу входили отрывки из классических балетов и современные номера. Филин участвовал в гастролях.
В июле 1998 г. группа солистов Большого театра выступила на сцене Грузинской Национальной оперы, где были показаны «Сны о Японии» с участием Филина.
18 ноября 1998 г. в Большом театре прошло представление балета «Ромео и Джульетта», посвящённое 90-летию со дня рождения Михаила Чулаки. Главные партии в этом спектакле исполнили Инна Петрова (Джульетта), Сергей Филин (Ромео), Николай Цискаридзе (Меркуцио), Владимир Моисеев (Тибальд).
В декабре 1998 г. В Большом театре прошла премьера программы, включающей балеты «Перипетии любви» Йорга Маннеса и «Урок» Флеминга Флиндта. В «Уроке» главные партии исполнили Сергей Филин (Учитель) и его жена Инна Петрова (Ученица).
1 февраля 1999 г. на сцене Большого театра состоялся концерт, посвящённый юбилею Екатерины Максимовой. В этом концерте Филин выступил в адажио из «Щелкунчика».
13 марта 1999 г. балетом «Раймонда» Большой театра открыл благотворительную акцию «Российское общество Красного Креста против туберкулеза в России». В главных партиях выступили Нина Ананиашвили (Раймонда), Сергей Филин (Жан де Бриен), Марк Перетокин (Абдерахман).
В мае 1999 г. часть балетной труппы Большого театра гастролировала в Бразилии. Были показаны «Раймонда», «Спартак» и две концертные программы. Филин принимал участие в гастролях.
Летом 1999 г. Нина Ананиашвили и Сергей Филин станцевали главные партии в балете «Лебединое озеро» в Тбилиси, с труппой Театра оперы и балета имени Палиашвили. За несколько лет до этого Филин танцевал с этой же труппой «Жизель» с Ирмой Ниорадзе.
В июле 1999 г. в Большом театре состоялась премьера балета «Дон Кихот» в версии Алексея Фадеечева. В одном из премьерных составов Филин станцевал Базиля.
Летом 1999 г. Филин принимал участие в гастролях Большого театра в Лондоне, в театре «Колизеум».
В течение всего октября 1999 г. балетная труппа Большого театра гастролировала в Японии — в Токио и ещё девяти городах страны. Были показаны балеты «Жизель», «Дон Кихот» и концертная программа. Сергей Филин участвовал в гастролях.
4, 5 декабря 1999 г. труппа Большого театра показывала во Франкфурте-на-Майне (Германия) балет «Лебединое озеро» (версия В. Васильева). В одном из спектаклей Сергей Филин исполнил партию Принца.
12 декабря 1999 г. в Большом театре очередной раз прошёл вечер балетов Баланчина, в котором состоялся двойной дебют — Светлана Лунькина и Сергей Филин впервые станцевали сольные партии в I части «Симфонии до мажор» Дж. Баланчина.
В январе 2000 г. группа солистов Большого театра гастролировала на Бермудских островах, выступая в гала-концертах, посвящённых памяти недавно скончавшегося мецената Пола Леперка, который был президентом Фонда развития Большого театра в Нью-Йорке. Сергей Филин участвовал в гастролях.
5 мая 2000 г. Большой театр показал премьеру балета «Дочь фараона», поставленного французским балетмейстером Пьером Лакоттом (Pierre Lacotte) по мотивам одноимённого спектакля Мариуса Петипа специально для труппы Большого театра. Главные партии исполнили Нина Ананиашвили (Аспиччия), Сергей Филин (Таор), Мария Александрова (Рамзея). За исполнение партии Таора Сергей Филин был выдвинут на соискание премии «Золотая маска», но балет был снят с репертуара по решению тогдашнего руководства Большого театра.
Летом 2000 г. состоялось пятинедельное турне балетной труппы Большого театра в четырёх крупных городах США: Вашингтоне, Чикаго, Лос-Анджелесе, Сиэтле, — и округе Ориндж. За ним последовали выступления в Линкольн-центре в Нью-Йорке. Сергей Филин участвовал в гастролях, танцевал Альберта в «Жизели», сольную партию в I части «Симфонии до мажор», Ромео в «Ромео и Джульетте».
Тем же летом Филин участвовал в Международном балетном фестивале в Токио. Он станцевал акт из балета «Сильфида» (в хореографии Пьера Лакотта) с труппой «Токио Балет» (Tokyo Ballet), его партнёршей была Юкари Сайто.
27 сентября 2000 г. Нина Капцова впервые исполнила главную женскую партию в «Моцартиане», её партнёрами были Юрий Клевцов и Сергей Филин.
Осенью 2000 г. Нина Капцова и Сергей Филин исполнили адажио из балета «Щелкунчик» в концерте, посвящённом 85-летию ректора и профессора Московской академии хореографии Софьи Головкиной. Той же осенью Филин выступил в организованном фирмой «Постмодерн-театр» концерте «Созвездие-2000».
12 декабря 2000 г. Российский Фонд культуры совместно с Большим театром провёл гала-концерт I международного фестиваля балета «В честь Галины Улановой». Сергей Филин участвовал в концерте.
26 декабря 2000 г. Театр танца под руководством Алексея Фадеечева показал на сцене Московского театра оперетты программу, состоящую из мировой премьеры балета «Green» («Зеленый») в хореографии австралийца Стентона Уэлша (Stanton Welch) и «Снов о Японии» Алексея Ратманского. Сольные партии в «Green» исполнили Нина Ананиашвили, Сергей Филин и Дмитрий Белоголовцев. «Сны о Японии» танцевали Нина Ананиашвили, Мария Александрова, Инна Петрова, Сергей Филин, Андрей Уваров, Дмитрий Белоголовцев и Юрий Клевцов.
В 2001 г. Большой театр праздновал 225-летие, в связи с чем ряд работников театра был отмечен различными званиями и наградами. Сергею Филину было присвоено звание «Народный артист Российской Федерации».
В марте 2001 г. Ю. Григорович поставил в Большом театре свою версию «Лебединого озера». Во втором премьерном спектакле главные партии танцевали Галина Степаненко (Одетта-Одиллия), Сергей Филин (Зигфрид), Дмитрий Белоголовцев (Злой гений).
28 марта 2001 г. на сцене Большого состоялся гала-концерт, посвящённый 225-летию Большого театра. В концерте Сергей Филин и Инна Петрова исполнили сцену у балкона из балета «Ромео и Джульетта» в версии Л. Лавровского.
В апреле 2001 г. Театр танца Алексея Фадеечева показал на сцене Театра оперетты программу, состоящую из балетов «Между небом и землей» (Трэй МакИнтайр, премьера), «Прелести маньеризма» (А. Ратманский) и «Opus X» (Стентон Уэлш, мировая премьера). Сергей Филин станцевал сольные партии в «Opus X» (c Ниной Ананиашвили) и «Прелестях маньеризма».
Весной 2001 г. Большой гастролировал с концертной программой в Лондоне, в театре Друри-Лейн. Сергей Филин участвовал в гастролях, танцевал Зигфрида во II акте «Лебединого озера» (с Анной Антоничевой), па-де-де из «Жизели» (со Светланой Лунькиной).
С 10 декабря 2001 г. по 1 января 2002 г. балетная труппа Большого театра выступала в Италии, в Турине, на сцене театра «Реджо». Были показаны балеты «Лебединое озеро», «Спящая красавица» и «Щелкунчик». Сергей Филин участвовал гастролях, танцевал Зигфрида в «Лебедином озере».
В январе 2002 г. Большой театр показал очередную премьеру — балет «Тщетная предосторожность» в постановке Фредерика Аштона. Танцевать премьеру должны были Светлана Лунькина и Сергей Филин, однако они выступили лишь на генеральной репетиции 28 января 2002 г. Выступить на премьере им не удалось из-за случившейся в день премьеры травмы Филина.
25 апреля 2002 г. Лунькина дебютировала в главной партии в балете «Сильфида». Её партнёром был Филин, для которого это было первое выступление на сцене Большого после полученной в январе травмы.
В 2002 году Филин стал лауреатом приза журнала «Балет» «Душа танца» в номинации «Звезда танца».
В июне 2002 г. Филин с труппой Английского Национального Балета станцевал «Лебединое озеро» в новой постановке Дерека Дина (Derek Deane), «в круге», на сцене Royal Albert Hall в Лондоне. Его партнёршей была прима-балерина Мариинского театра Светлана Захарова.
Летом 2002 г. Светлана Лунькина и Сергей Филин выступали в Японии с антрепризой «Малахов и друзья», где исполнили отрывки из балета «Дочь фараона».
С конца октября по середину декабря 2002 г. балетная труппа Большого театра гастролировала в городах США — Сиэтле, Детройте, Вашингтоне и др. с балетами «Баядерка», «Лебединое озеро» и, под конец гастролей, «Щелкунчик». Сергей Филин участвовал в гастролях, танцевал Зигфрида в «Лебедином озере» (с Анной Антоничевой), Солора в «Баядерке» (с Анной Антоничевой), Принца в «Щелкунчике» (с Анастасией Горячевой).
Сергей Филин стал лауреатом приза журнала «Балет» «Душа танца» за 2002 год в номинации «Звезда танца».
В феврале 2003 г. Нина Ананиашвили и Сергей Филин станцевали «Спящую красавицу» в постановке Виктора Рона в Будапеште, с труппой Венгерского национального балета.
4 марта 2003 г. на сцене Музыкального театра им. К. С. Станиславского и В. И. Немировича-Данченко состоялся концерт-церемония вручения приза журнала «Балет» «Душа танца» за 2002 год. В концерте был исполнен балет «Прелести маньеризма» с участием Нины Ананиашвили (получившей приз в номинации «Королева танца»), Инны Петровой, Сергея Филина (получившего приз в номинации «Звезда танца») и Юрия Клевцова.
В апреле 2003 г. на Новой сцене Большого театра состоялась премьера балета «Светлый ручей», поставленного Алексеем Ратманским специально для труппы Большого театра. В первом спектакле 18 апреля главные партии танцевали Инна Петрова (Зина), Юрий Клевцов (Петр), Мария Александрова (Классическая танцовщица), Сергей Филин (Классический танцовщик). За эту роль Филин был награждён премией «Золотая маска».
В мае 2003 г. балет Большого театра несколько дней выступал в Германии с программой, состоящей из балета «Шопениана» и дивертисмента. Сергей Филин участвовал в гастролях.
В мае 2003 г. в Большом театре состоялось премьера обновлённой хореографической и сценической редакции балета «Раймонда» в постановке Ю. Григоровича. В четвёртом составе 22 мая главные партии станцевали Галина Степаненко (Раймонда), Сергей Филин (Жан де Бриен), Ринат Арифулин (Абдерахман).
26 мая 2003 г. в Большом театре прошёл вечер балета, посвящённый 70-летию со дня рождения и 50-летию творческой деятельности Николая Фадеечева. В первом отделении вечера был показан 2-й акт из балета «Сильфида», главные партии в котором исполнили Марианна Рыжкина и ученик Фадеечева Сергей Филин.
В конце июля-начале августа 2003 г. Мария Александрова и Сергей Филин участвовали в гала-концертах в Японии, где исполняли па-де-де из балетов «Ромео и Джульетта» Л. Лавровского, «Сильфида», «Раймонда».
4 сентября 2003 г. балетная труппа Большого театра открыла сезон спектаклем «Светлый ручей» (на Новой сцене). Партии Классической танцовщицы и Классического танцовщика исполнили Мария Александрова и Сергей Филин. Спектакль транслировался по телеканалу «Культура».
В ноябре 2003 г. Нина Ананиашвили и Сергей Филин станцевали «Спящую красавицу» в постановке Константина Сергеева в Софии (Болгария).
15, 16 октября 2003 г. на сцене Государственного Кремлёвского дворца прошли гала-концерты «Бриллианты мирового балета». Сергей Филин и Наталья Ледовская из Музыкального театра им. К. С. Станиславского и В. И. Немировича-Данченко станцевали па-де-де из балета «Сильфида».
27, 29 и 31 октября 2003 г. в Большом театре прошли представления балета «Дочь фараона», которые были засняты на видео французской компанией Bel Air для последующего выпуска DVD-версии балета. Главные партии исполнили Светлана Захарова (для неё это было дебютом в роли Аспиччии) и Сергей Филин.
12 ноября 2003 г. Анна Антоничева дебютировала в заглавной партии балета «Раймонда». Её партнёром был Сергей Филин.
4 декабря 2003 г. Филин впервые станцевал Колена в «Тщетной предосторожности» (ранее он исполнял эту роль только на генеральной репетиции). Его партнёршей была Нина Ананиашвили, для которой это было первое выступление в роли Лизы с труппой Большого театра.
В конце декабря 2003 г. в Афинах, в театре «Мегарон», антреприза «Малахов и друзья» несколько раз показала дивертисмент. Мария Александрова и Сергей Филин станцевали отрывки из «Раймонды» и «Русского Гамлета».
В феврале 2004 г. труппа Алексея Фадечева и Нины Ананиашвили гастролировала в Японии. Были показаны балеты «Green», «Между небом и землей», отрывок из «Лебединого озера». Сергей Филин участвовал в гастролях.
12, 13, 14 марта 2004 г. в Большом театре состоялась премьера балетов Джорджа Баланчина «Кончерто Барокко», «Па-де-де Чайковского», «Тарантелла», Па де де («Сильвия»), а также шедших ранее в театре, но выпавших из репертуара балетов «Агон» и «Симфония до мажор». На первом спектакле Сергей Филин станцевал па-де-де Чайковского c Марией Александровой и I-ю часть «Симфонии до мажор» с Надеждой Грачевой.
12 апреля 2004 г. в Большом театре были названы лауреаты национальной театральной премии «Золотая маска». Сергей Филин получил премию в номинации «Лучшая мужская роль» за партию Классического танцовщика в балете «Светлый ручей».
В апреле 2004 г. Нина Ананиашвили и Сергей Филин танцевали «Лебединое озеро» в постановке Ивана Надя в Чили, в Teatro Municipal de Santiago.
20, 22, 25 мая 2004 г. в Большом театре состоялась премьера программы, состоящей из балетов «Палата № 6» Р. Поклитару, «Магриттомания» Ю. Посохова и «Леа» А. Ратманского. Филин станцевал партию Ханана в «Леа» (на первом спектакле — с Надеждой Грачевой, на третьем — с Марией Аллаш).
В июне 2004 г. труппа Фадеечева и Ананиашвили (Московский театр танца) выступила на фестивале Сполето в Чальстоне, Южная Каролина. Нина Ананиашвили, Сергей Филин и Дмитрий Белоголовцев танцевали Green.
С 19 июля по 7 августа 2004 г. балет Большого театра выступал в Лондоне, в театре «Ковент-Гарден». Были показаны балеты «Дон Кихот», «Лебединое озеро», «Спартак», «Дочь фараона» и «Ромео и Джульетта» Доннеллана-Поклитару. Филин станцевал Базиля в «Дон Кихоте» на открытии гастролей (с Марией Александровой), Зигфрида в «Лебедином озере» (с Галиной Степаненко), Таора в «Дочери фараона» (со Светланой Захаровой).
1 сентября 2004 г. были объявлены первые обладатели профессиональных премий, которые учредил Попечительский Совет Большого театра. Среди лауреатов были обладатели «Золотой маски» прошлого сезона, в том числе Сергей Филин.
С начала октября до середины ноября 2004 г. Большой театр выступал в Северной Америке. Тур проходил по городам Бостон, Мехико, Миннеаполис, Сиэтл, Беркли, Чикаго. Были показаны балеты «Раймонда», «Дон Кихот», «Ромео и Джульетта» Доннеллана-Поклитару, «Жизель» В. Васильева. Гастроли открылись «Раймондой» в Бостоне, главные партии в которой исполнили Надежда Грачева (Раймонда), Сергей Филин (Жан де Бриен), Дмитрий Белоголовцев (Абдерахман). Филин также танцевал Базиля в «Дон Кихоте» (с Надеждой Грачевой и Марией Александровой), Альберта в «Жизели» (с Надеждой Грачевой).

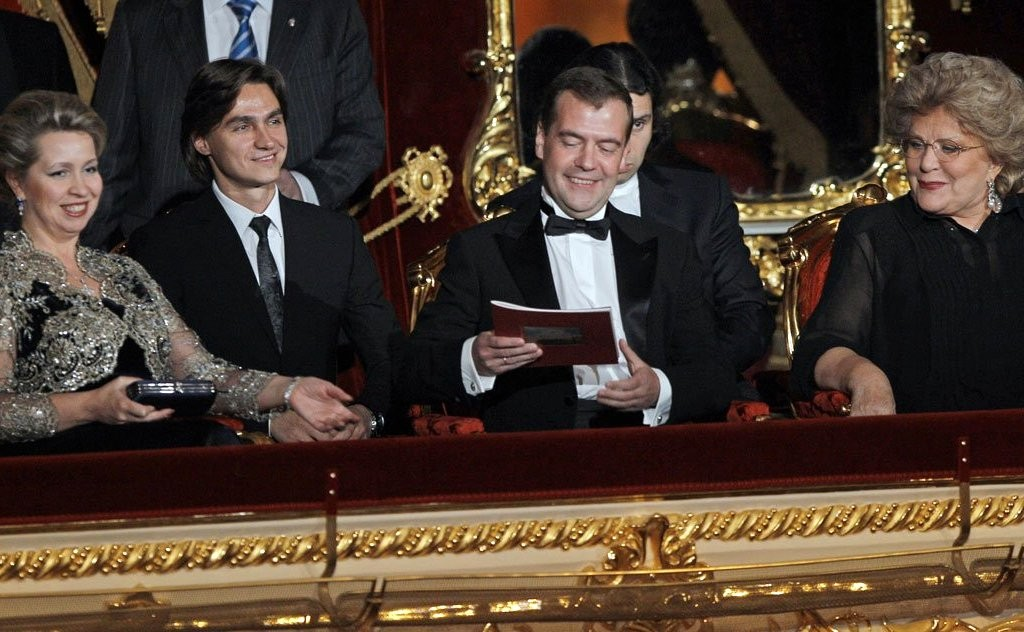
Светлана Медведева, художественный руководитель балетной труппы Большого театра Сергей Филин, Дмитрий Медведев, певица, народная артистка СССР Елена Образцова (слева направо) на гала-концерте по случаю открытия Большого театра после реконструкции. Декабрь 2011 года

22, 23, 24 ноября 2004 г. артисты Большого театра дали четыре концерта на сцене Таджикского театра оперы и балета имени Айни. Филин участвовал в концертах.
В 2006 г. исполнил партию Принца в балете «Золушка» С. Прокофьева, хореография Ю. Посохова, режиссёр Ю. Борисов — первый исполнитель
в 2007 г. исполнил партии: Конрад («Корсар» А. Адана, хореография М. Петипа, постановка и новая хореография А. Ратманского и Ю. Бурлаки) — дебютировал на гастролях Большого театра в Лондоне
Учитель («Урок» Ж. Делерю в постановке Ф. Флиндта)
В 2008 г. закончил карьеру танцовщика.

### Руководство
С 2008 по март 2011 года был художественным руководителем балета Московского музыкального театра им. К. С. Станиславского и В. И. Немировича-Данченко. В марте 2011 года оставил этот театр, приняв в середине сезона предложение стать художественным руководителем балетной труппы Большого театра. В 2013 году, после того, как директор театра им. К. С. Станиславского и В. И. Немировича-Данченко Владимир Урин стал директором Большого театра, вновь оказался под его руководством.
В сентябре 2015 года Владимир Урин объявил, что контракт с Филиным не будет продлён, а должность художественного руководителя балета займет петербуржец Махар Вазиев.
С 18 марта 2016 года до 2019 года — художественный руководитель Молодёжной программы балета Большого театра.

### Покушение и последствия
17 января 2013 года на Сергея Филина было совершено нападение возле его дома на Троицкой улице в Москве, в результате которого его лицо было облито серной кислотой; особенно сильно пострадали глаза.
Виновным в организации следственными органами был заподозрен артист Большого театра Павел Дмитриченко, задержанный 5 марта 2013 года и арестованный по решению суда. Непосредственным исполнителем был признан ранее судимый сосед Дмитриченко по дачному кооперативу ГАБТа Юрий Заруцкий. По словам Филина, Дмитриченко изначально входил в узкий круг подозреваемых им лиц.
По факту нападения возбуждено дело по ч. 1 ст. 111 Уголовного кодекса РФ (умышленное причинение тяжкого вреда здоровью).
Гендиректор Большого театра Анатолий Иксанов уверен, что мотивом преступных действий было желание сместить Филина с должности руководителя балета ГАБТ и занять его место. В интервью журналу «Сноб» Иксанов не исключил причастности Николая Цискаридзе к нападению на Филина. В числе других лиц Цискаридзе побывал на допросе в Следственном комитете РФ, обвинений ему предъявлено не было.
С 4 февраля 2013 года Филин находился на лечении в университетской клинике города Ахен в Германии. В интервью ИТАР-ТАСС Филин сообщил, что к июню 2013 года ему было выполнено 18 операций, правый глаз по-прежнему не видит, а левый видит на 10 процентов.
16 августа 2013 года Филин навестил балетную труппу ГАБТ во время гастролей в Великобритании, а 14 сентября возвратился после лечения в Германии, где перенёс более 20 операций, в Москву. Возобновил деятельность в Большом в качестве руководителя балетной труппы.
3 декабря 2013 года Дмитриченко признан виновным в организации покушения и приговорён к 6 годам колонии строгого режима, позднее Мосгорсуд сократил срок на полгода.
27 июня 2014 года Филин госпитализирован в реанимацию НИИ Скорой медицинской помощи им. Склифосовского в Москве. Диагноз — аллергическая реакция с отёком Квинке. Причина — возможное отторжение организмом кожи, пересаженной на лице при пластических операциях. Через день выписан из больницы и продолжил работу в Большом театре.
В 2015 году канал HBO выпустил фильм «Большой Вавилон» о Сергее Филине. Главными задачами картины Марка Франкетти стали исследование причин, делающих Большой театр уникальным, а также объективный рассказ об инциденте 2013 года, когда Сергей Филин подвергся нападению.

### Обвинения в сексуальных домогательствах
24 марта 2021 года артист Большого театра Николай Цискаридзе в интервью СМИ заявил о многолетних домогательствах Сергея Филина к балерине Анжелине Воронцовой, которые начались, когда ей было 15 лет.

## Семья
Отец, Юрий Владимирович Филин (род. 1951), работал водителем; мать, Наталья Сергеевна (род. 1950), — домохозяйка, работала воспитателем. Младшая сестра Сергея, Елена (род. 1973) — также бывшая артистка балета.
Первым браком был женат на балерине Большого театра Инне Петровой (род. 1967), в 1995 году у них родился сын Даниил, а в 1997 году дочь Наталья. 
От второго брака с артисткой балета Марией Прорвич имеет двоих сыновей: Александра (род. 2005) - участник Новой фабрики звезд (2024) и Сергея (род. 2008). Также дочь Мария (2001).

## Награды и звания
- Заслуженный артист Российской Федерации (11 декабря 1996 года) — за заслуги в области искусства[4].
- Народный артист Российской Федерации (22 марта 2001 года) — за большой вклад в развитие отечественного музыкально-театрального искусства[2].
- Благодарность Президента Российской Федерации (17 декабря 2011 года) — за большой вклад в реконструкцию, реставрацию, техническое оснащение и торжественное открытие федерального государственного бюджетного учреждения культуры «Государственный академический Большой театр России»[22].